# خمیلونک
خمیلونک (به لهستانی:  Chmielonek) یک روستا در لهستان است که در گمینا کژنووووگا مأوا واقع شده‌است. خمیلونک ۸۰ نفر جمعیت دارد.